# 23308 Niyomsatian
23308 Niyomsatian là một tiểu hành tinh vành đai chính với chu kỳ quỹ đạo là 1502.5338982 ngày (4.11 năm).
Nó được phát hiện ngày 3 tháng 1 năm 2001.